# (1934) Jeffers
Pour les articles homonymes, voir Jeffers.
(1934) Jeffers (aussi nommé 1972 XB) est un astéroïde de la ceinture principale, découvert le 2 décembre 1972 par Arnold Klemola à l'observatoire Lick, en Californie. 
Il a été nommé en hommage à Hamilton Jeffers, astronome américain.